# Hessay
Hessay är en ort och civil parish i Storbritannien.   Den ligger i kommunen City of York och riksdelen England, i den centrala delen av landet, 280 km norr om huvudstaden London. Hessay ligger 17 meter över havet och antalet invånare är 181.
Terrängen runt Hessay är mycket platt. Runt Hessay är det tätbefolkat, med 819 invånare per kvadratkilometer. Närmaste större samhälle är York, 8,1 km öster om Hessay. Trakten runt Hessay består till största delen av jordbruksmark.